# Модла (Цехановський повіт)
Модла (пол. Modła) — село в Польщі, у гміні Цеханув Цехановського повіту Мазовецького воєводства.
Населення — 134 особи (2011).
У 1975-1998 роках село належало до Цехановського воєводства.

## Демографія
Демографічна структура станом на 31 березня 2011 року:
|          | Загалом | Допрацездатний вік | Працездатний вік | Постпрацездатний вік |
| -------- | ------- | ------------------ | ---------------- | -------------------- |
| Чоловіки | 65      | 10                 | 49               | 6                    |
| Жінки    | 69      | 14                 | 37               | 18                   |
| Разом    | 134     | 24                 | 86               | 24                   |